# لوكاس فيلا
لوكاس فيلا (بالإسبانية: Lucas Vila) هو لاعب هوكي الحقل أرجنتيني، ولد في 23 أغسطس 1986 في بوينس آيرس في الأرجنتين.

## وصلات خارجية
- لوكاس فيلا على موقع الاتحاد الدولي للهوكي (الإنجليزية)
- لوكاس فيلا على موقع أوليمبيديا (الإنجليزية)
- لوكاس فيلا على موقع اللجنة الأولمبية الأرجنتينية (الإسبانية)